# Liste der Fahnenträger der bruneiischen Mannschaften bei Olympischen Spielen
Die Liste der Fahnenträger der bruneiischen Mannschaften bei Olympischen Spielen listet chronologisch alle Fahnenträger bruneiischer Mannschaften bei den Eröffnungsfeiern Olympischer Spiele auf.

## Liste der Fahnenträger
| Mannschaft             | Veranstaltung | Fahnenträger (EF)          | Fahnenträger (AF)    |
| ---------------------- | ------------- | -------------------------- | -------------------- |
| 1988 in Seoul *        | Sommerspiele  | Offizieller                |                      |
| 1996 in Atlanta        | Sommerspiele  | Abdul Hakeem Jefri Bolkiah |                      |
| 2000 in Sydney         | Sommerspiele  | Haseri Asli                |                      |
| 2004 in Athen          | Sommerspiele  | Jimmy Anak Ahar            | Volunteer            |
| 2012 in London         | Sommerspiele  | Maziah Mahusin             | Anderson Lim         |
| 2016 in Rio de Janeiro | Sommerspiele  | Fakhri Ismail              | Maizurah Abdul Rahim |
| 2020 in Tokio          | Sommerspiele  | Muhammad Isa Ahmad         | Volunteer            |
| 2024 in Paris          | Sommerspiele  | Hayley Wong                | Hayley Wong          |
| 2024 in Paris          | Sommerspiele  | Zeke Chan                  | Hayley Wong          |

Anmerkung: (EF) = Eröffnungsfeier, (AF) = Abschlussfeier
* Brunei schickte nur einen Offiziellen, der an der Eröffnungsfeier teilnahm, verzichtete jedoch auf die Entsendung von Athleten.

## Statistik
| Rang    | Sportart       | EF | AF | ∑  |
| ------- | -------------- | -- | -- | -- |
| 1       | Leichtathletik | 5  | 1  | 6  |
| 2       | Schwimmen      | 3  | 2  | 5  |
| 3       | Volunteer      | 0  | 2  | 2  |
| 4       | Offizieller    | 1  | 0  | 1  |
| Gesamt: | Gesamt:        | 9  | 5  | 14 |

| Rang                   | Sportart | EF | AF | ∑ |
| ---------------------- | -------- | -- | -- | - |
| bisher keine Teilnahme |          |    |    |   |
| Gesamt:                | Gesamt:  | 0  | 0  | 0 |

| Rang    | Sportart       | EF | AF | ∑  |
| ------- | -------------- | -- | -- | -- |
| 1       | Leichtathletik | 5  | 1  | 6  |
| 2       | Schwimmen      | 3  | 2  | 5  |
| 3       | Volunteer      | 0  | 2  | 2  |
| 4       | Offizieller    | 1  | 0  | 1  |
| Gesamt: | Gesamt:        | 9  | 5  | 14 |